# 史密斯頓鎮區 (密蘇里州佩蒂斯縣)
史密斯頓鎮區（英語：Smithton Township）是位於美國密蘇里州佩蒂斯縣的一個行政鎮區。

## 地方資料
史密斯頓鎮區的面積為95.30平方千米，當中陸地面積為94.34平方千米，而水域面積為0.96平方千米。根據2020年美國人口普查的數據，當地共有人口2814人，而人口密度為每平方千米29.53人。